# Journey to Jah
A Journay to Jah Gentleman német reggae-zenész második lemeze. Az album 2002-ben jelent meg.

## Számok
1. "Heat Of The Night" – 3:41
2. "Dem Gone" – 4:03
3. "Ina Different Time (feat. Jahmali & Daddy Rings)" – 3:51
4. "Runaway" – 3:41
5. "Man A Rise (feat. Bounty Killer)" – 3:32
6. "Love Chant" – 4:34
7. "See Dem Coming" – 3:52
8. "Man Of My Own (feat. Morgan Heritage)" – 3:52
9. "Leave Us Alone" – 3:27
10. "Long Face" – 3:55
11. "Younger Generation (feat. Luciano & Mikey General)" – 4:47
12. "Dangerzone (feat. Junior Kelly)" – 4:10
13. "Empress" – 4:10
14. "Fire Ago Bun Dem (feat. Capleton)" – 3:58
15. "Jah Ina Yuh Life" – 3:47
16. "Children Of Tomorrow (feat. Jack Radics)" – 4:44